# MV Agusta 203 Bialbero
De MV Agusta 203 Bialbero was een 203 cc fabrieksracer van het Italiaanse merk MV Agusta.

## Voorgeschiedenis
Meccania Verghera Agusta S.p.A in Gallarate was een helicopterfabriek, maar de directeur, graaf Domenico Agusta, was een groot liefhebber van de motorsport en hij had al aan het einde van de jaren veertig de eerste stappen in de richting van de wegrace gezet met eigen motorfietsen. In 1950 huurde hij Piero Remor en Arturo Magni in, twee constructeurs die succesvol hadden gewerkt voor Gilera. Zij maakten eerst de MV Agusta 125 Bialbero, waarbij ze goed hadden gekeken naar de Benelli 250cc racer, en de MV Agusta 500 4C, een bijna exacte kopie van de Gilera 500 4C. Uiteindelijk wilde de graaf in steeds meer klassen racen, en zo kreeg de raceafdeling de opdracht ook voor de 250cc klasse een racemotor te ontwerpen. 

## MV Agusta 203 Bialbero en 220 Bialbero
1955: De 125 Bialbero was er al in een 175cc-versie, want de 175cc klasse was in die tijd nog erg populair in Italië. Deze machine werd nu nog verder vergroot tot 203 cc. MV Agusta zette in wisselende wedstrijden drie coureurs in: Bill Lomas, voornamelijk vanwege zijn kennis van de Britse circuits, Umberto Masetti en Luigi Taveri. Lomas had een druk seizoen, want hij reed ook nog in dienst van Moto Guzzi in de 350- en de 500cc klasse. Vooral de Isle of Man TT was voor hem een drukke week, want hij startte in vier klassen: de Lightweight 125 cc TT (vierde met de MV Agusta 125 Bialbero), de Lightweight 250 cc TT (eerste met de MV Agusta 203 Bialbero), de 350cc Junior TT (eerste met de Moto Guzzi Monocilindrica 350) en de 500cc Senior TT (zevende met de Moto Guzzi Monocilindrica 500). Twee overwinningen voor Lomas maar ook meteen de eerste prijs voor de 203cc MV Agusta. Masetti en Taveri startten ook in de Lightweight 250 cc TT, maar vielen allebei uit. Hierna werd de machine nog iets verder opgeboord, tot 220 cc. In de Grand Prix-wegrace van Duitsland kwam alleen Taveri aan de start, maar hij werd slechts vierde. In Assen startte Lomas alleen met de 350cc Moto Guzzi, maar Taveri won daar vóór Masetti. Hermann Paul Müller werd daar derde met zijn NSU Sportmax, maar het was nu al duidelijk dat hij een grote concurrent voor de wereldtitel zou worden. De klasseringen van Taveri en Masetti waren echter heel belangrijk voor de constructeurstitel. In de Ulster Grand Prix werd Müller slechts zesde, maar MV Agusta deed het ook niet best met Masetti als derde en Lomas als vierde. Lomas was uiteindelijk de best geklasseerde MV-rijder, maar hij had zich in Duitsland en Nederland op de 350cc klasse geconcentreerd en met succes: hij werd wereldkampioen voor Moto Guzzi. In de laatste race, de GP des Nations op Monza koos MV Agusta voor Carlo Ubbiali die al wereldkampioen 125cc was en ook de 250cc klasse won. Lomas kwam niet verder dan de vijfde plaats. De wereldtitel ging naar "HP" Müller, Cecil Sandford (Moto Guzzi) werd tweede en Bill Lomas werd derde, Luigi Taveri vierde, Umberto Masetti vijfde en Carlo Ubbiali zevende. MV Agusta legde beslag op de constructeurstitel. In 1956 werd de MV Agusta 203 Bialbero opgevolgd door een volwaardige 250cc machine, de MV Agusta 250 Monocilindrica Bialbero.

### Technische gegevens

#### Motor
De motor was een luchtgekoelde eencilinder viertakt met dubbele bovenliggende nokkenassen (DOHC) die door een tandwieltrein werden aangedreven. De kleppen maakten een onderlinge hoek van 90° en werden gesloten door buitenliggende haarspeldveren. De boring/slagverhouding bedroeg 68 × 56 mm en de cilinderinhoud was 203,4 cc. Na de Isle of Man TT werd de machine tot 220 cc opgeboord.

#### Rijwielgedeelte
De MV Agusta had een dubbel wiegframe dat was opgetrokken uit chroommolybdeen buizen met een diameter van 25 × 1,2 mm. De voorvork was een telescoopvork. Achter zat een swingarm met hydraulische schokdempers. 

#### Aandrijving
Vanaf de krukas werd de meervoudige droge platenkoppeling door tandwielen aangedreven. De machine werd zowel met vijf- als zes versnellingen uitgerust. Het achterwiel werd door een ketting aangedreven. 

#### Overzicht
| MV Agusta              | 203 Bialbero                           |
| ---------------------- | -------------------------------------- |
| Periode                | 1955                                   |
| Categorie              | fabrieksracer                          |
| Motortype              | DOHC                                   |
| Bouwwijze              | dwarsgeplaatste eencilinder            |
| boring                 | 68 mm                                  |
| slag                   | 56 mm                                  |
| Cilinderinhoud         | 203,4 cc                               |
| Smeersysteem           | Dry-sumpsysteem                        |
| Max. Vermogen          | 19,8 kW/27 pk bij 11.000 tpm           |
| Topsnelheid            | 201 km/h                               |
| Primaire aandrijving   | tandwielen                             |
| koppeling              | Meervoudige droge platenkoppeling      |
| versnellingen          | 5 en 6                                 |
| Secundaire aandrijving | ketting                                |
| Rijwielgedeelte        | dubbel wiegframe, buisframe            |
| Voorvork               | telescoopvork                          |
| Achtervork             | swingarm met hydraulische schokdempers |
| Remmen                 | trommelremmen                          |